# Onze-Lieve-Vrouw van Sterrenbornekapel

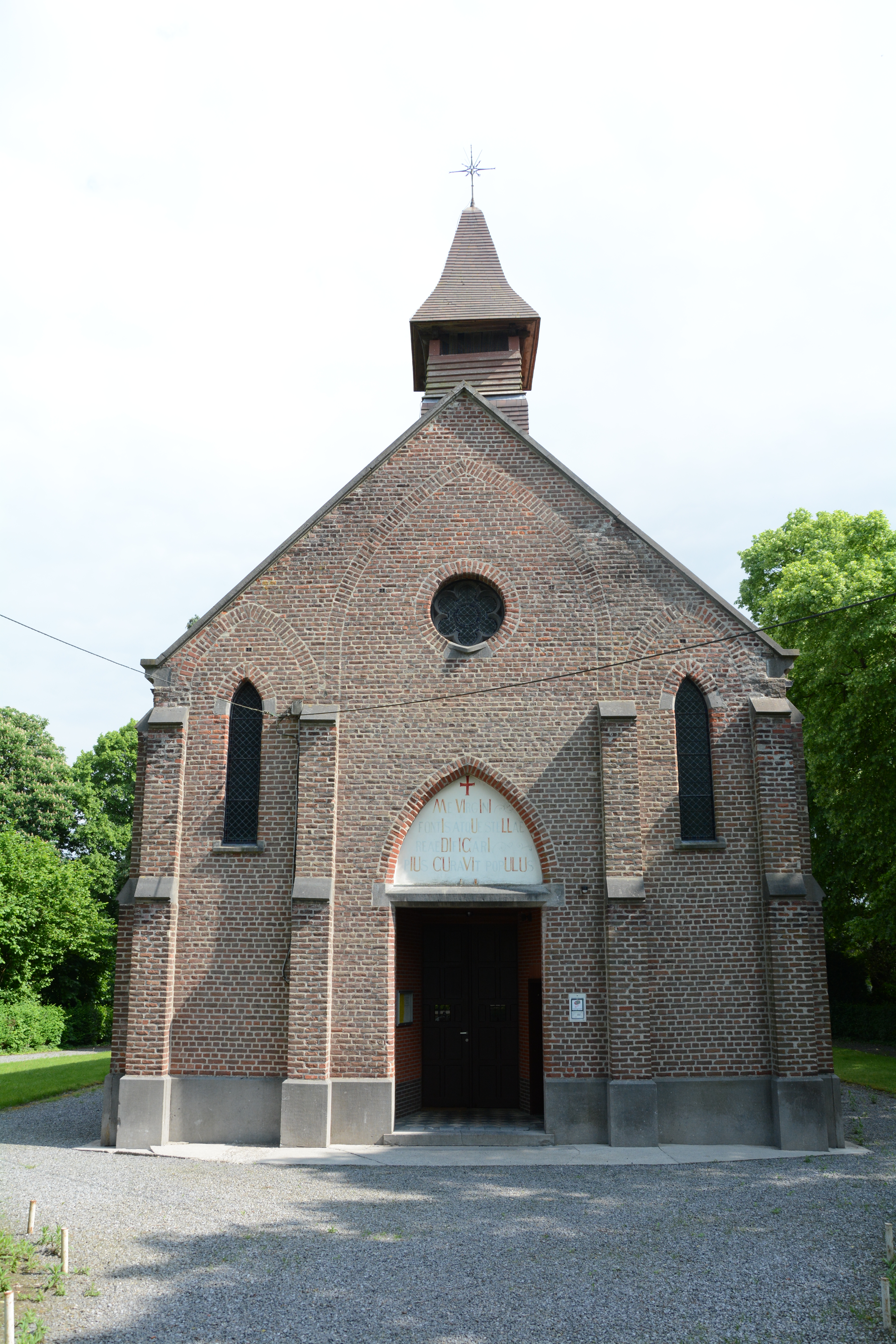
Onze-Lieve-Vrouw van Sterrenbornekapel

De Onze-Lieve-Vrouw van Sterrenbornekapel is een kapel in de tot de Vlaams-Brabantse gemeente Boutersem behorende plaats Butsel, gelegen aan de Sterrebornestraat.

## Geschiedenis
In 1632 werd de Sterreborne vermeld als een miraculeuze bron. Volgens de legende zouden twee vrouwen, verdwaald in de bossen, smachten van de dorst. Zij baden tot Onze-Lieve-Vrouw en daarna volgden ze een ster die boven de bron stil bleef staan.
Sindsdien vonden, dankzij het wonderbaarlijk bronwater, vele genezingen plaats. Uiteraard kwamen hier veel mensen op af, aangezien het water niet alleen "voortreffelijk" hielp tegen eczeem, maar ook tegen oog-, zenuw- en maagziekten.
Een eenvoudige kapel uit het midden van de 17e eeuw, in barokstijl, werd in 1893-1894 vervangen door een neogotische kapel, ontworpen door Edward Francken.